# Григор Грънчаров
Григор Москов Грънчаров е български военен инженер (генерал-майор).

## Биография
Григор Грънчаров е роден на 18 януари 1861 г. в Горна Оряховица. Братов син на известните български революционери Вичо и Сидер Грънчарови. След Освобождението на България, Постъпва в Одеското военно училище в Русия и завършва през 1881 г.

### Сръбско-българска война (1885)
По време на Сръбско-българската война (1885) командва 2-ра пионерна рота, с която участва в укрепяването на Сливнишката позиция. За усърдието си е награден с орден „Св. Александър“ V степен.
През 1886 г. Григор Грънчаров завършва военната академия в Русия, след завръщането си в България участва в подготовката на русофилския бунт в Русе (1887). След неуспеха на бунта, заедно с много други офицери емигрира в Русия, където служи в Кавказката военна област. През 1898 г. се урежда въпроса с емигриралите офицери и му се дава възможност да се върне отново в България. На 17 ноември 1907 е произведен в чин генерал-майор и уволнен от служба.

### Балканска война (1912 – 1913)
По време на Балканската война (1912 – 1913) е мобилизиран и служи като командир на 3-та бригада от Девета пехотна плевенска дивизия, пръв помощник, началник на войските на дясното крило на генерал Георги Вазов при подготовката и щурма на Одринската крепост.

### Първа световна война (1915 – 1918)
В Първата световна война (1915 – 1918) отново е мобилизиран и отново командва 3-та бригада от 9-а дивизия.
Генерал-майор Григор Грънчаров умира на 29 февруари 1928 г. в психиатричната болница в Бяла. 

## Семейство
Григор Грънчаров е женен за Олга Върбенова, дъщеря на Христо Върбенов от гръцкото село Емборе.

## Военни звания
- Подпоручик (11 септември 1880)
- Поручик (20 август 1883)
- Капитан (24 март 1886)
- Майор
- Подполковник (1894)
- Полковник (15 ноември 1900)
- Генерал-майор (17 ноември 1907)

## Награди
- Орден „За храброст“ III степен
- Орден „Св. Александър“ V степен